# Research Works Act

Le Research Works Act, ou « H.R. 3699 », est un projet de loi américain dont certaines dispositions visent à interdire le libre accès aux publications scientifiques (mandat de libre accès) financées par l'État. Le projet permettrait donc de revenir sur la politique des National Institutes of Health pour le libre accès aux publications en ligne dès lors qu'elles sont financées par le contribuable. Si le projet est entériné, il pourrait aussi restreindre le partage de données scientifiques.
Le projet de loi a été introduit par la Chambre des représentants des États-Unis durant le 112e Congrès des États-Unis, le 6 décembre 2011, par le député républicain Darrell Issa, rejoint par la démocrate Carolyn B. Maloney. Il a été renvoyé au House Committee on Oversight and Government Reform (en), principal organe d'investigation de la Chambre des représentants aux États-Unis dont Darrell Issa est le président. Des projets de lois similaires avaient été introduits en 2008 et en 2009 mais n'ont pas été promulgués depuis.

## Réception
Le projet de loi est appuyé par l'Association des éditeurs américains (en) (AAP) et la Copyright Alliance (en). En revanche la Coalition de l'édition savante et des ressources académiques, l'Alliance for Taxpayer Access (en), l'American Library Association, l'International Society for Computational Biology et d'éminents défenseurs de la science ouverte et du libre accès ont critiqué le Research Works Act,,,,. Certains ont demandé aux sociétés savantes de se retirer de l'AAP à cause de son soutien au projet de loi,. Plusieurs membres de l'AAP, dont le MIT Press, la Rockefeller University Press, Nature Publishing Group et l'American Association for the Advancement of Science ont déclaré leur opposition au projet de loi mais ont aussi signalé ne pas avoir l'intention de quitter le syndicat. D'autres membres de l'AAP ont aussi déclaré leur opposition à la loi depuis lors.
Les opposants au projet de loi ont particulièrement souligné les effets que pourraient avoir cette loi sur la disponibilité publique des résultats de recherches biomédicales, comme celles financées par des subventions du NIH, mettant en avant que du fait de cette loi « les contribuables ayant déjà payé pour la recherche devraient payer à nouveau pour en lire les résultats ». Le Dr Mike Taylor de l'université de Bristol a déclaré que l'interdiction de l'accès à la recherche scientifique imposée par le projet de loi pourrait causer « des morts évitables dans les pays en voie de développement » et « une perte incalculable pour la science ». En outre, il a ajouté que les députés Issa et Maloney étaient motivés par de généreuses donations par l'éditeur académique Elsevier.
Le 21 janvier Timothy Gowers, mathématicien à Cambridge, lauréat de la médaille Fields, lance une pétition contre le groupe Elsevier, qu'il considère comme le symbole des abus des éditeurs scientifiques. En un mois, The Cost of Knowledge reçoit 7 500 signatures d'universitaires s'engageant à cesser de publier ou de reviewer dans les revues d'Elsevier. Le 27 février, Elsevier annonce qu'il retire son soutien au Research Works Act.

## Contexte
Le Research Works Act a été introduit dans un contexte marqué par de multiples tentatives visant à affaiblir les open access mandates. Ainsi, le 9 septembre 2008, le Fair Copyright in Research Works Act (en) ou loi Conyers a été proposé sous l'appellation H.R.6845 durant le 110e Congrès des États-Unis par le député démocrate John Conyers, et appuyé par les Républicains Tom Feeney (en), Darrell Issa et Robert Wexler (en). Cette loi avait pour but de contrer la politique de libre accès aux recherches du NIH. La loi fut présentée par Conyers auprès du United States House Committee on the Judiciary le 10 septembre 2008. Après le début du 111e Congrès des États-Unis, Conyers tenta à nouveau de faire passer la loi sous l'appellation H.R.801 auprès de la chambre des Représentants le 3 février 2009, cette fois-ci appuyé par Steve Cohen (D-TN), Chaka Fattah (D-PA), Trent Franks (R-AZ), Darrell Issa, Carolyn Maloney et Robert Wexler. Le même jour, la loi fut renvoyée au House Committee on the Judiciary et le 16 mars au Subcommittee on Courts and Competition Policy (en).
Néanmoins le Federal Research Public Access Act (en) avait pour but d'étendre l'open access mandate aux recherches financées par onze agences fédérales des États-Unis. Introduit à l'origine au Sénat en 2006 par l'indépendant John Cornyn, aidé par Joe Lieberman et le Républicain Jeff Sessions, il a été proposé à nouveau en 2009 par Lieberman et supporté par Cornyn. La loi aurait pour conséquence, pour ces onze agences dont les dépenses de recherches dépassent les 100 millions de dollars US, de se voir obligées de créer des banques de données en ligne d'articles concernant les recherches finalisées par ces agences. Les articles devraient alors être rendus publics et accessibles gratuitement dans les six mois suivant leur publication dans une revue à comité de lecture.